# الساحل أولاد أحريز
الساحل أولاد احريز هي قرية في إقليم برشيد منذ 2004 ضمن جهة الشاوية ورديغة بالغرب المغربي. كان مجموع عدد سكان الجماعة القروية الساحل أولاد احريز 26.435 نسمة.(تعداد السكان الرسمي 2004)